# Naná Vasconcelos

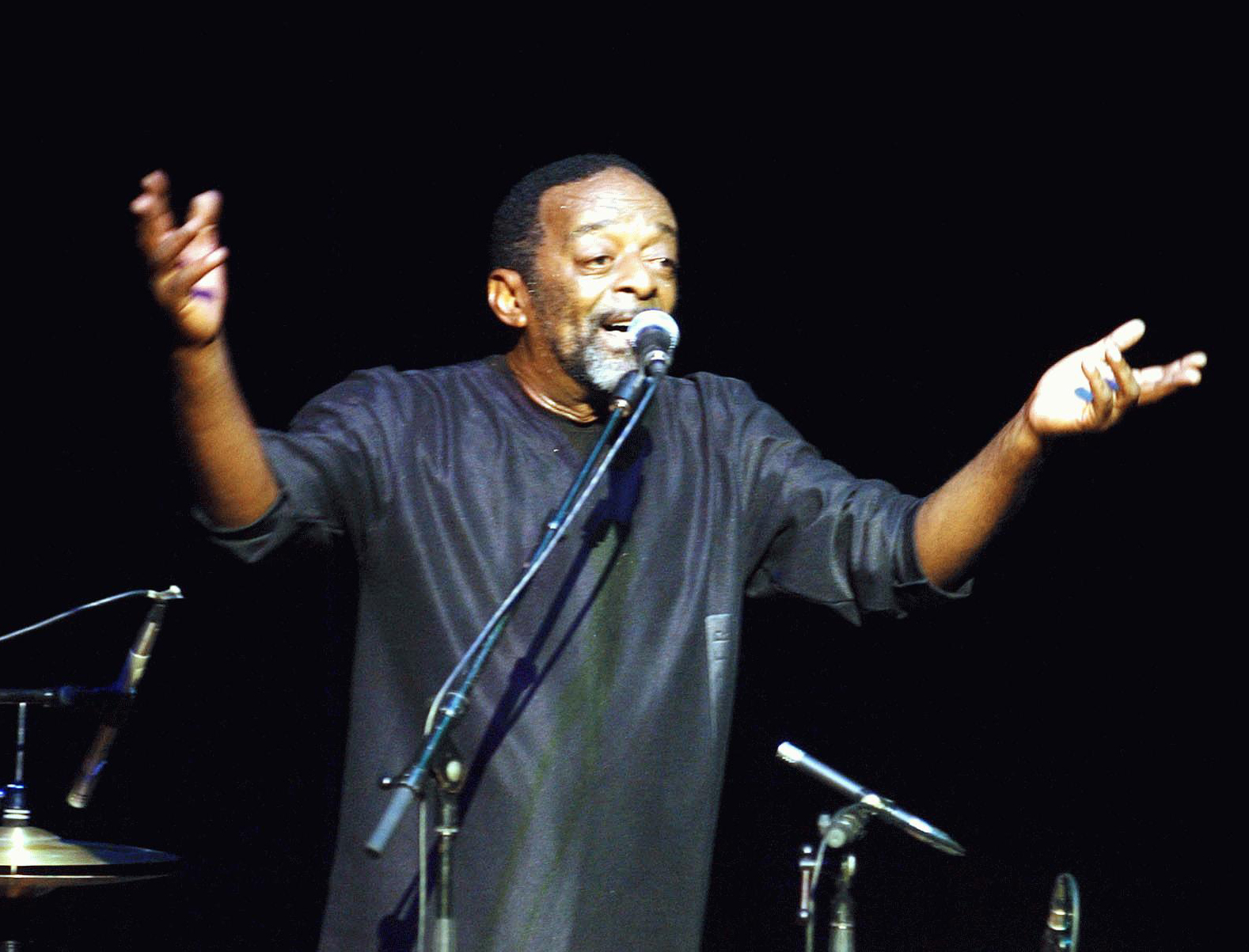
Naná Vasconcelos, oktober 2003

Juvenal de Hollanda 'Naná' Vasconcelos (Recife, 2 augustus 1944 – aldaar, 9 maart 2016) was een Braziliaanse Latin jazz-percussionist, zanger en berimbau-speler. Hij heeft met talloze musici samengewerkt, waaronder Pat Metheny, Don Cherry en Gato Barbieri.
Hij was de zoon van een gitarist en speelde op zijn twaalfde bongo en maraca in de band van zijn vader. Halverwege de jaren zestig ging hij naar Rio de Janeiro, waar hij werkte met zanger Milton Nascimento. In 1970 nam saxofonist Gato Barbieri hem in zijn band op. De groep maakte een uitgebreide toer (onder meer op het Montreux Jazz Festival) en nam een aantal platen op. Na de toer woonde Vasconcelos in Parijs en nam daar zijn eerste album op, Africa Deus. Ook speelde hij af en toe met trompettist Don Cherry in Zweden. Na zijn terugkeer in Brazilië ging hij samenwerken met gitarist en fluitist Egberto Gismonti, met wie hij verschillende platen maakte, zoals Dança das Cabeças.
In 1978 vormde hij in New York met Don Cherry en Collin Walcott (tabla, sitar) de groep Codona, die een mengeling van verschillende soorten muziek maakte. De naam was een acroniem van de eerste letters van de voornamen. De groep was actief tot de dood van Walcott in 1984. In diezelfde tijd speelde Vasconcelos als gast in de groep van Pat Metheny (1980-1983). In 1986 maakte Vasconcelos een solo-tournee door zijn geboorteland.
De percussionist werkte samen met talloze musici zoals Jan Garbarek, Trilok Gurtu, Arild Andersen en Paul Simon, onder meer voor de opnames van filmmuziek (films van bijvoorbeeld Jim Jarmusch en Mika Kaurismäki). In 1995 vormde hij een duo met de Schotse percussioniste Evelyn Glennie. In 2005 trad hij met Antonello Salis en Peppe Consolmagno op in de documentaire 'Vasconcelos, Salis, Consolmagno'. Vasconcelos heeft ook balletmuziek geschreven voor onder andere Pina Bausch.

## Discografie (selectie)
- 1970: Africa Deus
- 1973: Amazonas
- 1978: Codona 1, Polygram
- 1979: Saudades, ECM
- 1980: Codona 2, Polygram
- 1982: Codona 3, Polygram
- 1983: Zumbi (opnames 1972), Europa
- 1984: Duas Vozes (met Gismonti)
- 1985: Nanatronics
- 1986: Bush dance, Antilles
- 1988: Rain Dance, Antilles
- 1990: Lester (met Antonello Salis, opnamen 1985), Brass Star
- 1999: Contando Estorias
- 2005: Chegada, Azul
- 2006: Trilhas, Azul
- 2011: Sinfonia & Batuques, Azul